# Macella excentrica
Macella excentrica là một loài bướm đêm trong họ Noctuidae.